# Montoir
Un montoir est un dispositif, le plus souvent en forme de petit escalier de pierre, pour permettre de monter à cheval sans l’aide de l’étrier. On désigne également ainsi les grosses pierres, bornes ou billots de bois dont on se sert pour monter plus aisément à cheval.
Au Moyen Âge, il n’y avait pas de cour de château, d’hôtel ou d’hôtellerie sans un ou plusieurs montoirs. Il y en avait pour les femmes et pour les hommes. Les perrons étaient accompagnés de montoirs. Les chevaux et les mules étaient dressés à aller au montoir, c’est-à-dire à se tenir assez près de ces dispositifs pour que le cavalier monte facilement sur la selle. Un cheval qui n’allait pas au montoir était réputé vicieux. Pour un homme pesamment armé, le montoir était une nécessité et, sans montoir, un chevalier, à l’époque où les armures étaient d’un poids considérable, ne pouvait que difficilement enfourcher son cheval.
Devant les hôtelleries, il y avait toujours à l'extérieur un montoir de pierre et dans la cour plusieurs montoirs de bois, sortes d’escabeaux que l’on déplaçait au besoin. Les montoirs étaient garnis de tapis pour les jours de cérémonie dans les châteaux et palais. À l’extrémité des lices, pendant les tournois, on disposait des montoirs pour les combattants. Se mettre en selle sans le secours du montoir était considéré comme un acte de druerie, c'est-à-dire un geste d'amour.

## Galerie

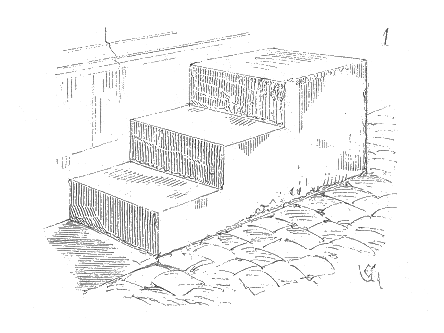
Montoir de l'hôtel de La Trémoille à Paris. Dessin d'Eugène Viollet-le-Duc.
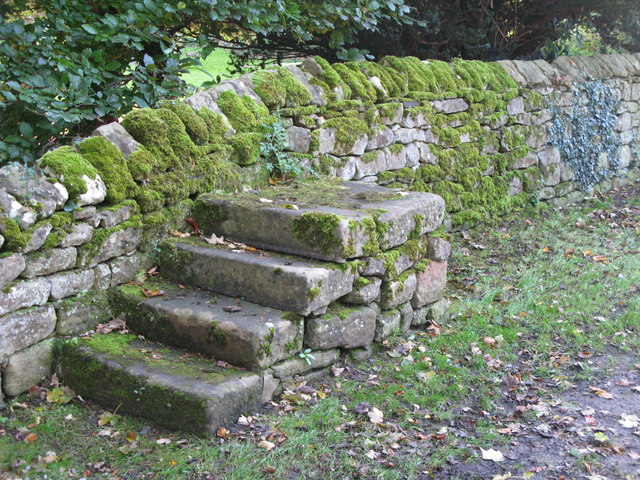
Église St. Michael à Warden dans le Northumberland
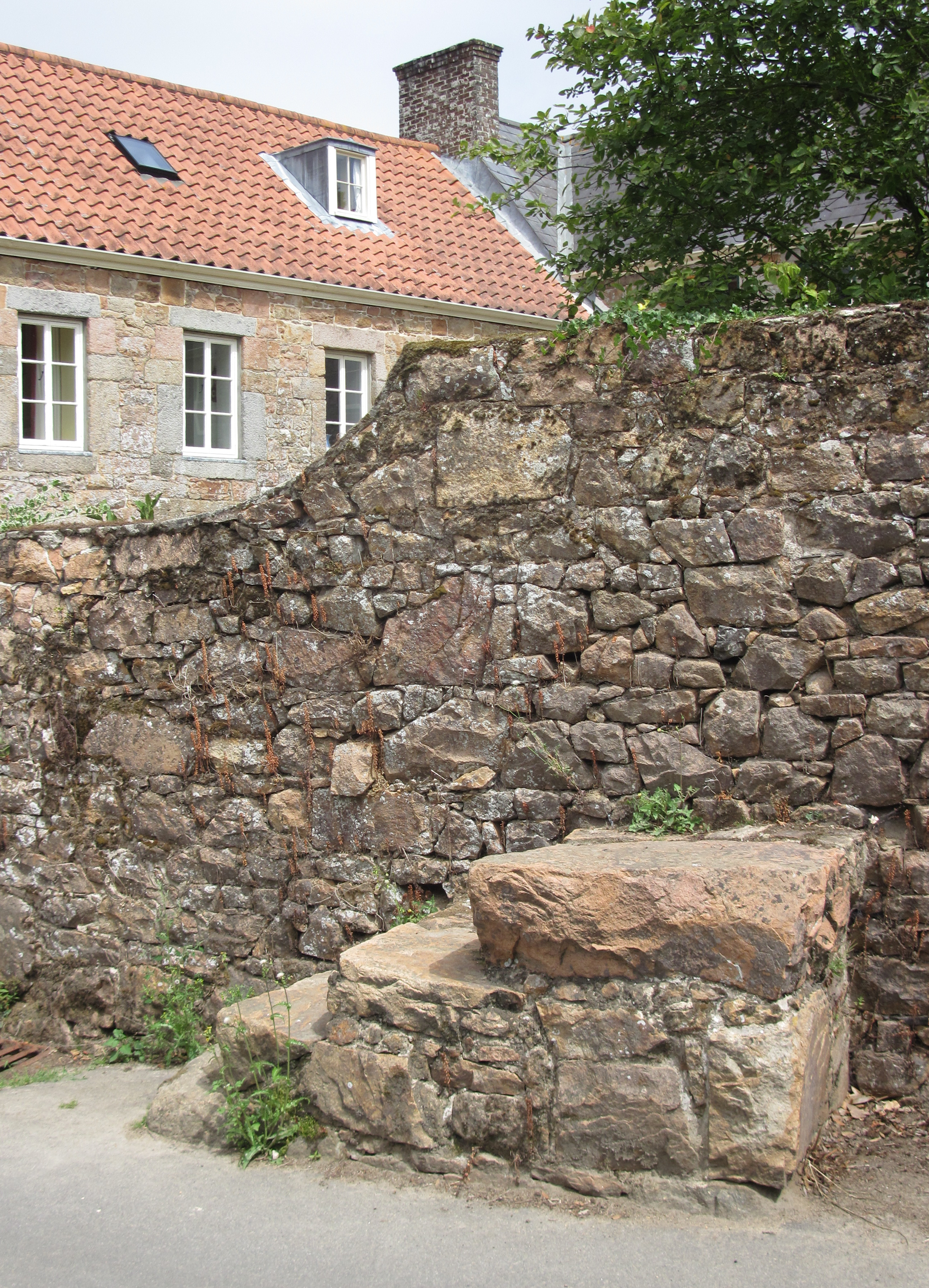
Sainte-Marie (Jersey)
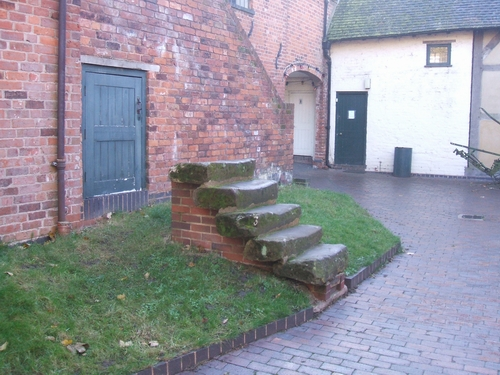
Wolverhampton, Royaume-Uni
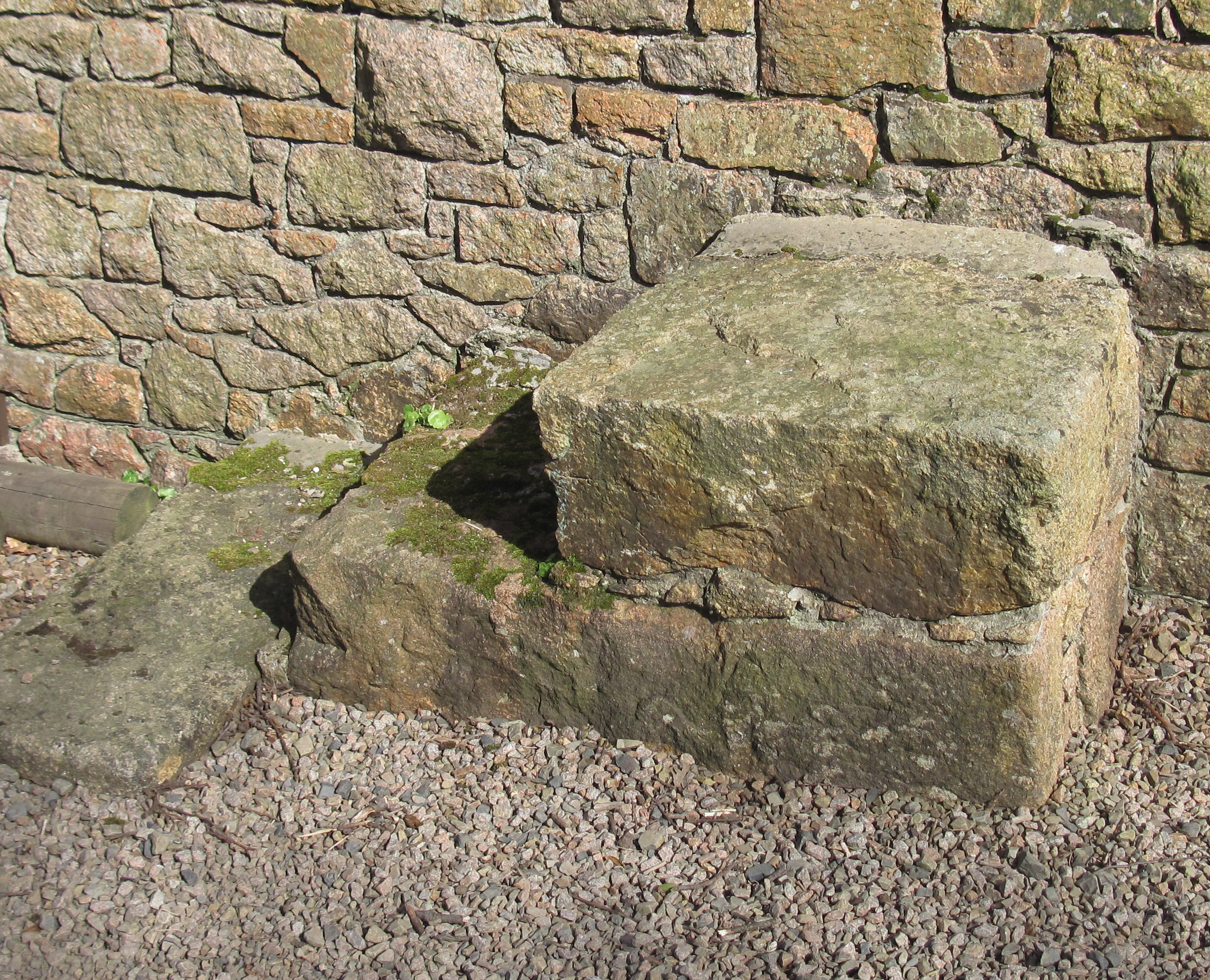
La Hougue Bie, Jersey
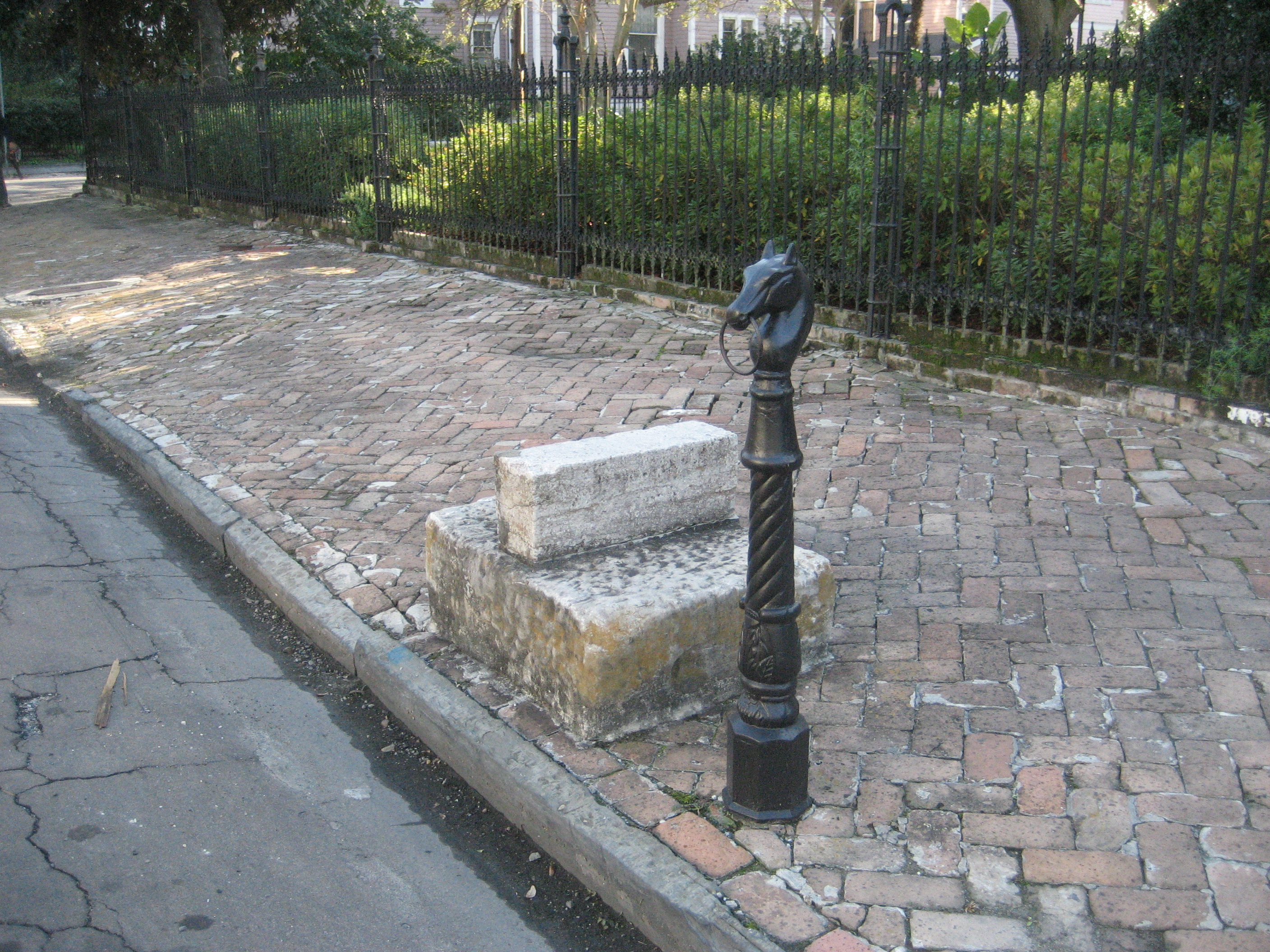
La Nouvelle-Orléans

## Source
- Eugène Viollet-le-Duc, « Dictionnaire raisonné de l’architecture française du XIe au XVIe siècle/Montoir - Wikisource », sur fr.wikisource.org (consulté le 30 juin 2021).